# Осборн, Генри (адмирал)
Генри Осборн (англ. Henry Osborn; крещён 27 августа 1694 — 4 февраля 1771) — адмирал военно- морского флота Великобритании. Коммодор-губернатор колонии Ньюфаундленд (1729—1730). Член парламента Великобритании.

## Биография
Младший сын сэра Джона Осборна, 2-го баронета. Поступил добровольцем в Королевский флот в 1710 году, был гардемарином на борту «Супербе». В 1717 году получил чин лейтенанта. С 1728 года начал командовать HMS Squirrel.
14 мая 1729 года Осборн был назначен первым губернатором-коммодором колонии Ньюфаундленд. С 1756 по 1757 год служил порт-адмиралом в Портсмуте.
В 1757 году был произведен в адмиралы Синих, третье по старшинству звание в Королевском флоте, и назначен главнокомандующим Средиземноморским флотом.
Участник Битвы при Картахене в 1758 г. в ходе Семилетней войны (1756—1763).
Был избран в парламент в конце 1758 г. от Бедфордшира, где заседал до 1761 года.
Перенёс инсульт. Получил благодарность Палаты общин, но не смог продолжать дальнейшую службу. Был произведён в адмиралы белых. 1 января 1763 года получил почётный пост вице-адмирала Англии.
Характеризовался, как человек холодного, угрюмого нрава, почти никогда не заводивший друзей среди командиров. Суровый, не всегда способный отличить тиранию от требования должного повиновения и, вероятно, столь же мало внимательный к заслугам других, как и любой человек, который когда-либо имел честь командовать флотом.